# Essigsäureisopentylester
Essigsäureisopentylester (auch Isopentylacetat oder Isoamylacetat) ist eine chemische Verbindung aus der Gruppe der Carbonsäureester, genauer der Pentylacetate. Der Ester leitet sich von der Essigsäure und von Isoamylalkohol ab. Isomere Verbindungen, die sich von anderen Isomeren des Isoamylalkohols ableiten, sind n-Pentylacetat, 2-Pentylacetat und 2-Methylbutylacetat.

## Vorkommen

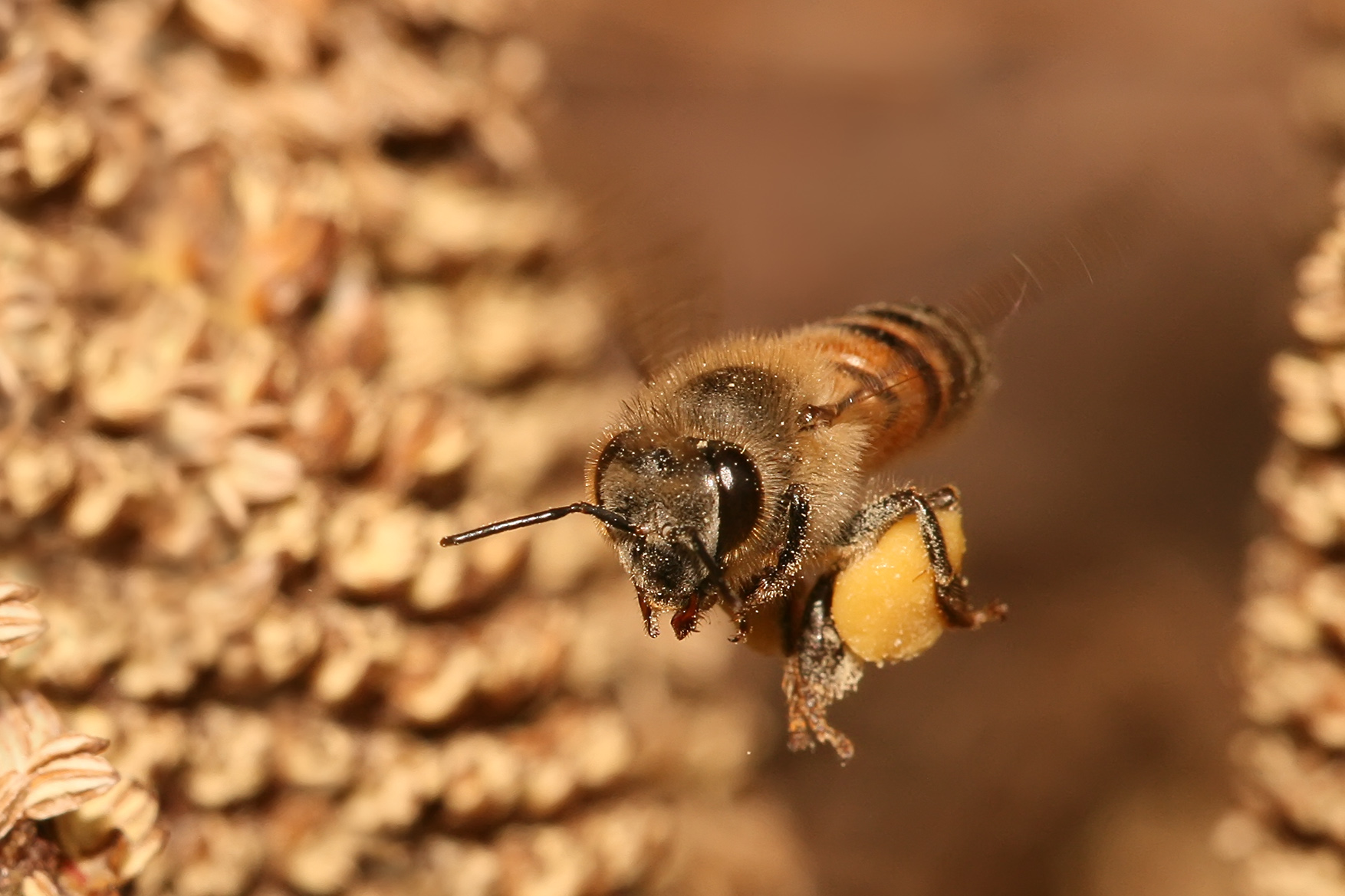
Isopentylacetat ist eine wichtige Komponente im Alarmpheromon der Honigbiene

Essigsäureisopentylester ist eine der Hauptkomponenten des Bananenaromas und kommt auch in Babybananen vor. Weitere Früchte, die Isoamylacetat enthalten, sind Birnen, Feigen, Blaubeeren, Papaya, Melonen, Pfirsich und Passionsfrucht. Die Verbindung kommt außerdem in Lulo, Mangaba und Carissa carandas vor. Auch in Fruchtsäften ist sie eine Aromakomponente, beispielsweise ist sie eine Hauptkomponente in Aprikosensaft und kommt in den Säften von Pfirsich und Birne vor. Isopentylacetat ist zudem ein wichtiger Aromastoff in Bier und kommt auch in weiteren alkoholischen Getränken wie Apfelwein und Cognac vor, außerdem in Essigen. Bienen geben die Verbindung vor einem Angriff ab, es ist also ein Alarmpheromon.

## Gewinnung und Darstellung
Essigsäureisopentylester (2) kann durch Veresterung von Isoamylalkohol (1) mit Essigsäure gewonnen werden:
Diese säurekatalysierte Gleichgewichtsreaktion kann auf die Seite des Esters 2 verschoben werden, indem das entstehende Wasser dem Reaktionsgemisch entzogen wird.

## Eigenschaften
Essigsäureisopentylester ist eine wenig flüchtige, entzündbare, farblose Flüssigkeit mit fruchtigem Geruch, die wenig löslich in Wasser ist.

### Sicherheitstechnische Kenngrößen
Essigsäureisopentylester bildet leicht entzündliche Dampf-Luft-Gemische. Die Verbindung hat einen Flammpunkt von 35 °C. Der Explosionsbereich liegt zwischen 1 Vol.‑% (53 g/m3) als untere Explosionsgrenze (UEG) und 9 Vol.‑% (485 g/m3) als obere Explosionsgrenze (OEG). Der untere Explosionspunkt liegt bei 33 °C. Die Zündtemperatur beträgt 380 °C. Der Stoff fällt somit in die Temperaturklasse T2.

## Verwendung
Essigsäureisopentylester wird durch seinen Geruch nach Bananen als Bananenaroma verwendet. In der EU ist es unter der FL-Nummer 09.024 als Aromastoff für Lebensmittel allgemein zugelassen. Zudem wird es auch wegen seines starken Geruchs zur Dichtheitsprüfung von militärischen Gasschutzmasken verwendet.